# Tàngara de carpó vermell
La tàngara de carpó vermell (Ramphocelus passerinii) és una espècie d'ocell passeriforme de la família Thraupidae que habita en boscos tropicals de Mèxic i Amèrica Central.

## Descripció
El Ramphocelus passerinii és un ocell de mida mitjana. Cria de forma permanent a les terres baixes del Carib des del sud de Mèxic fins a l'oest de Panamà. Aquesta espècie es coneixia antigament com a mongeta escarlata, però es va canviar el nom quan es va reclassificar la forma distintiva que es troba a la costa del Pacífic de Costa Rica i Panamà com a espècie independent: la tàngara de Cherrie (Ramphocelus passerinii costaricensis Cherrie, 1891). Tot i que la majoria d'autoritats han acceptat aquesta divisió, hi ha excepcions notables: la llista de control de Howard i Moore.
Els adults fan una mida de 16 cm de llarg i pesen 31 g. El mascle adult és principalment de color negre, excepte un grop escarlata, bec platejat i iris de color vermell fosc. La femella té el cap gris, les parts superiors de color oliva es tornen més brillants i pàl·lides, les ales i la cua marronoses i les parts inferiors ocres. El plomatge de la femella és el que difereix més del Ramphocelus passerinii costaricensis. Els exemplars immadurs tenen un to ataronjat a les parts inferiors i a la gropa, i semblen una femella de color marró més pàl·lida i més apagada.
El cant Ramphocelus passerinii és molt fort. El seus sons consten d’unes poques notes agradables i clares, pronunciades en frases més curtes que la del seu parent del Pacífic.
Aquesta espècie va rebre el nom a partir de l'ornitòleg Carlo Passerini, professor del Museu de Zoologia de la Universitat de Florència.